# خوان ألفاريز (لاعب اتحاد الرغبي)
خوان ألفاريز (بالإسبانية: Juan Álvarez)‏ هو لاعب اتحاد الرغبي أوروغواياني، ولد في 8 يوليو 1980.